# Stilbe gymnopharyngia
Stilbe gymnopharyngia är en tvåhjärtbladig växtart som först beskrevs av Rourke, och fick sitt nu gällande namn av J.P. Rourke. Stilbe gymnopharyngia ingår i släktet Stilbe och familjen Stilbaceae. Inga underarter finns listade i Catalogue of Life.